# Sint-Willibrorduskerk (Wulpen)

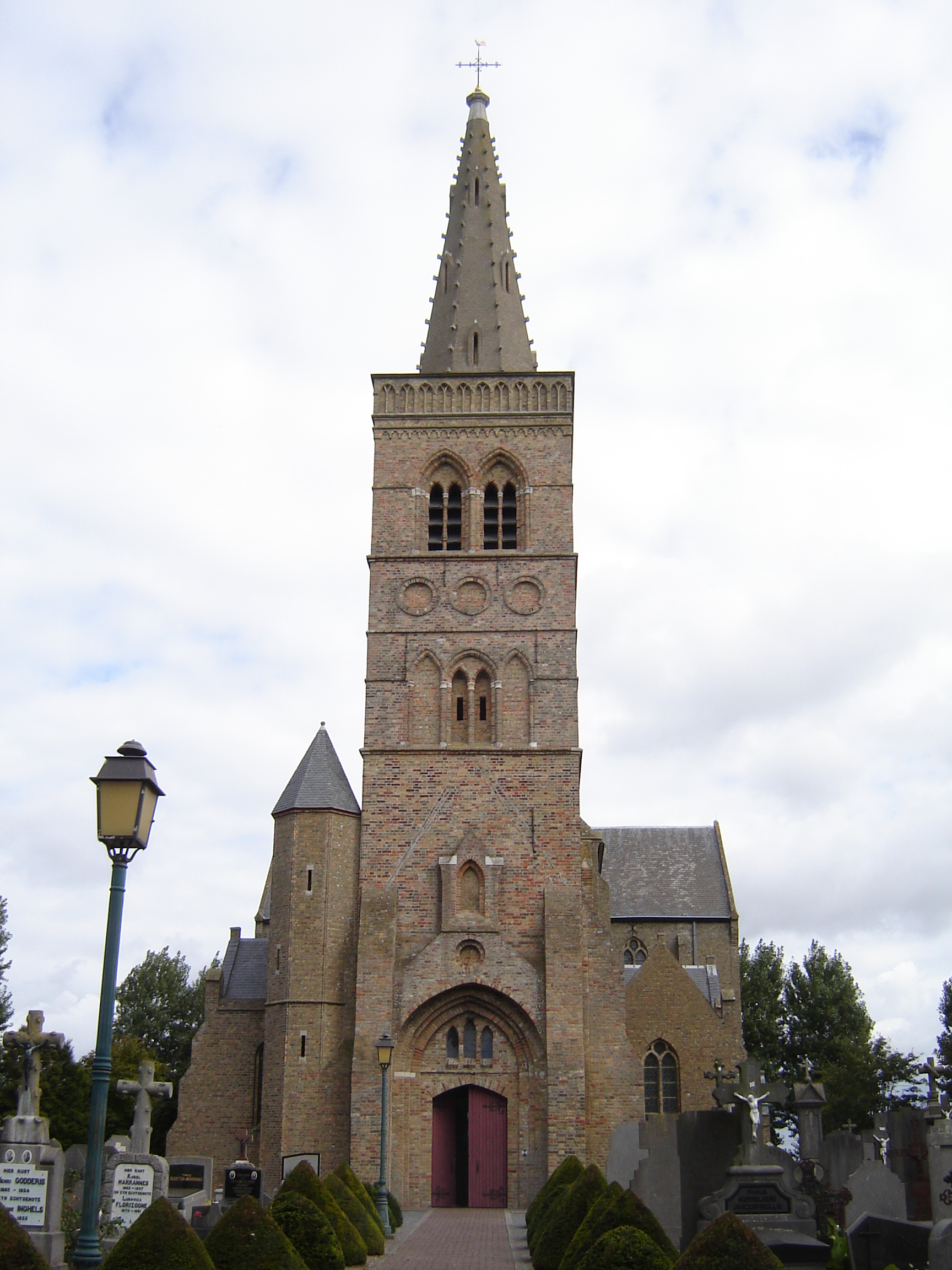
Sint-Willibrorduskerk

De Sint-Willibrorduskerk is de parochiekerk van de tot de West-Vlaamse gemeente Koksijde behorende plaats Wulpen, gelegen aan de Dorpsplaats 14.

## Geschiedenis
Omstreeks 1400 stond op deze plaats een vroeggotische kruiskerk met 13e-eeuwse vieringtoren. In 1873 werd de kerk door brand verwoest. A. Brinck ontwierp een neogotisch kerkgebouw. Dit gebouw werd verwoest tijdens de Eerste Wereldoorlog. Onder leiding van Georges Hendrickx werd de kerk weer hersteld.

## Gebouw
De driebeukige bakstenen basilicale kruiskerk heeft een halfingebouwde westtoren, geflankeerd door een veelhoekige traptoren welke een stenen spits draagt. De eigenlijke toren heeft een achtzijdige naaldspits op de trans. De kerk heeft diverse zijkapellen en een vijfzijdig afgesloten koor. De kerk wordt omgeven door een kerkhof.
Het meubilair is 19e- en 20e-eeuws.